# Reinier Craeyvanger

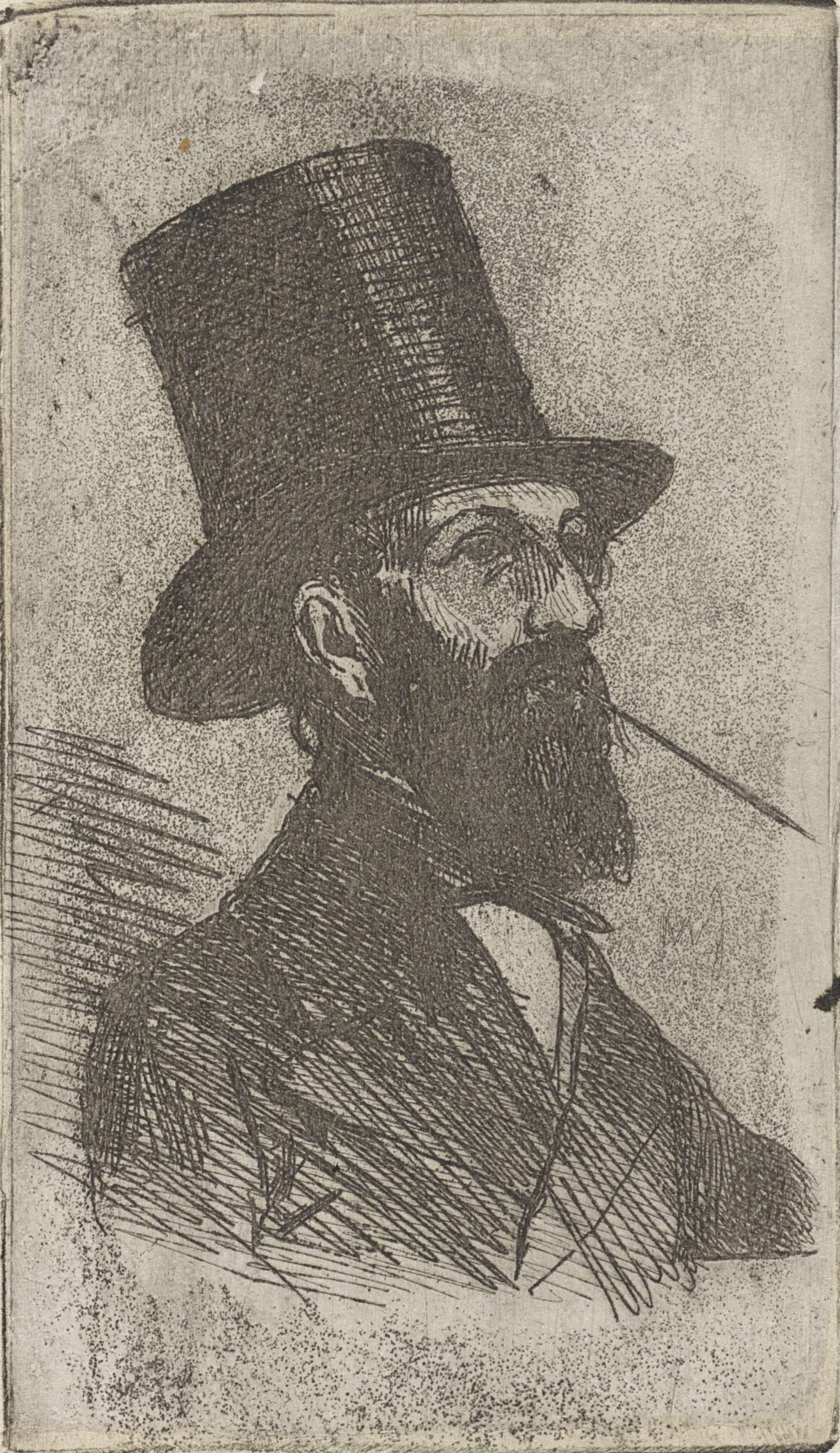
Reinier Craeyvanger, von Jan Weissenbruch.

Reinier Craeyvanger (* 29. Februar 1812 in Utrecht; † 10. Januar 1880 in Amsterdam) war ein niederländischer Maler und Musiker (Bassist, Kontrabassist, Cellist). 
Sein Bruder Gijsbertus war auch Maler und ihr Vater Gerardus war Musiker.
Er war ein Schüler seines Bruders und an der Rijksakademie van beeldende kunsten in Amsterdam von Jan Willem Pieneman.
Er war ein Mitglied von Arti et Amicitiae und eines der Gründungsmitglieder des De Haagse Etsclubs in Den Haag.
Er ist bekannt für seine Werke und Kopien großer Meister als Jan Steen, Gerard Dou oder Frans van Mieris. 

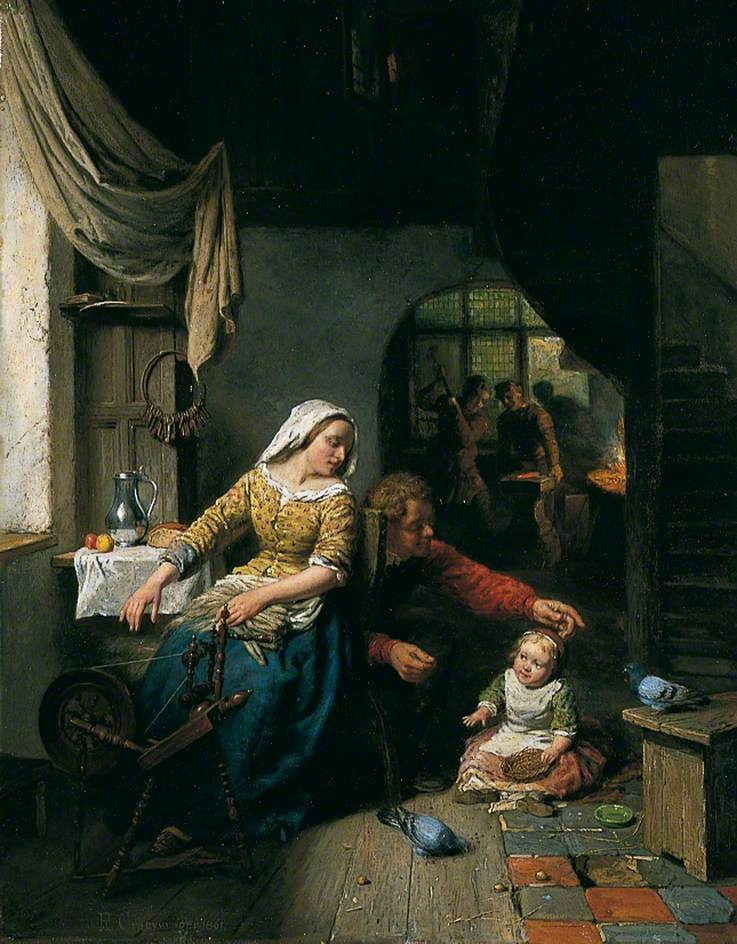
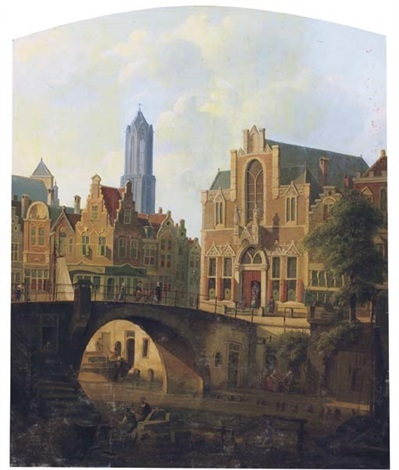
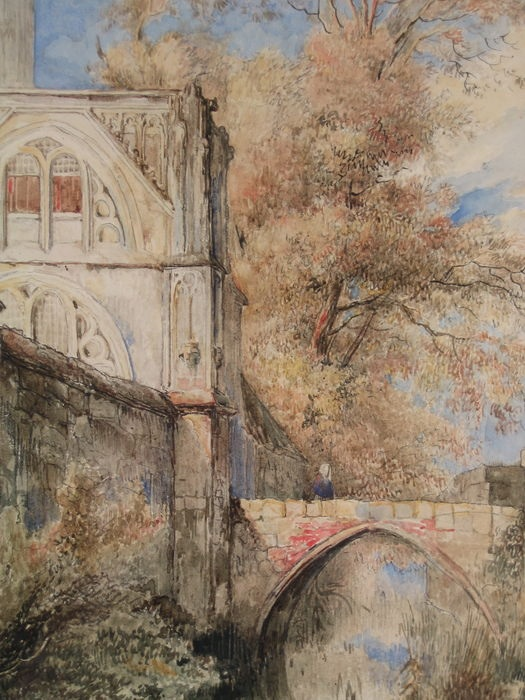
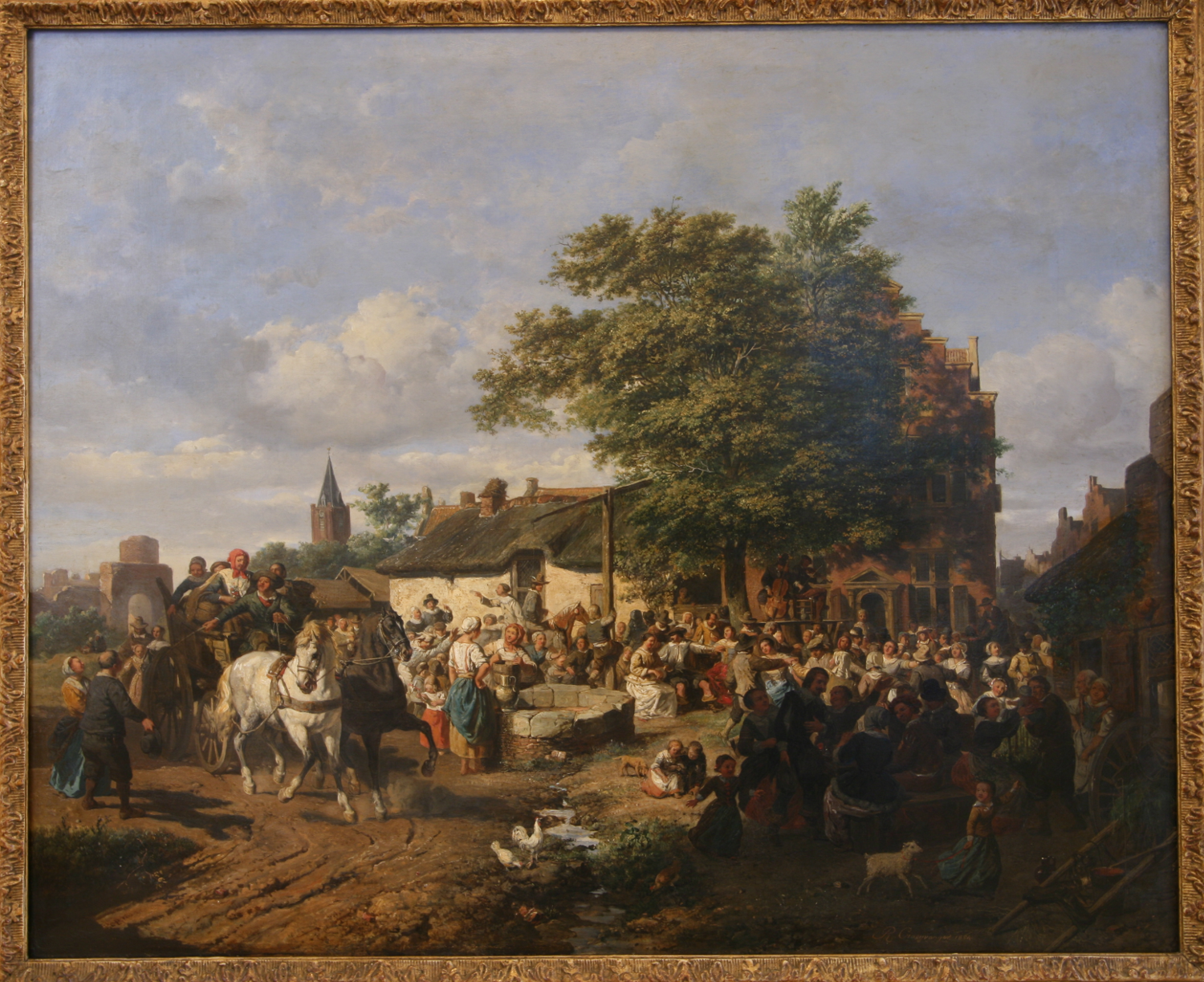